# 17-я танковая бригада
17-я отдельная танковая бригада — воинское формирование автобронетанковых войск Красной Армии, в годы Великой Отечественной войны. 
17 ноября 1942 года, Приказом Народного Комиссара Обороны Союза ССР № 361, от 17 ноября 1942 года, за мужество и героизм личного состава автобронетанкового формирования, проявленные в боях с немецко-фашистскими захватчиками, ему было присвоено почётное звание «Гвардейская», и новый войсковой № 9, и она была преобразована в 9-ю гвардейскую танковую бригаду.

## История

### Формирование
Соединение было сформировано во Владимире, Московский военный округ, с 5 сентября по 6 октября 1941 года на базе 34-й и 48-й танковых дивизий по штатам № 010/75 — 010/83 и 010/87, от 13 сентября 1941 года:
- Управление бригады — 54 человек (чел.);
- Рота управления — 175 чел.;
- Разведывательная рота — 107 чел.;
- 17-й танковый полк — 422 чел.;
  - 1-й танковый батальон;
  - 2-й танковый батальон;
- Мотострелково-пулемётный батальон — 422 чел.;
- Зенитный дивизион;
- Ремонтно-восстановительная рота — 91 чел.;
- Автотранспортная рота — 62 чел.;
- Медико-санитарный взвод — 28 чел..

Командиром бригады с 1 сентября 1941 года назначен майор Н. Я. Клыпин. На 16 октября 1941 года на основном вооружении бригады № 17 АБТВ РККА находилось 36 основных танков, в том числе: 20 единиц средних Т-34, 16 лёгких танков.

### Можайская линия обороны Москвы
4 октября 1941 года отдельная танковая бригада убыла эшелонами под город Мценск (Орловская область). Однако 5 октября немецкие войска неожиданно для советского командования заняли город Юхнов, поэтому в связи с изменившейся обстановкой бригада была спешно переброшена в район Медыни. Согласно директиве Ставки ВГК № 2705/оп командующему МВО, командиру 1-го гвардейского стрелкового корпуса, начальнику ГАУ о переподчинении 17-й танковой бригады (от 04.10.1941 16:00) за подписью Заместителя начальника Генштаба Василевского приказано:

1. 17-ю танковую бригаду отправить по жел. дороге в распоряжение командующего 1-го гв. стрелкового корпуса.

2. Погрузка — ст. Владимир, выгрузка — Мценск, начало погрузки — 18.00 4.10, темп — максимальный…
Согласно директиве Ставки ВГК № 002594 командующему войсками Резервного фронта о включении в состав фронта 17-й танковой бригады (от 04.10.1941) за подписью Б. Шапошникова указано:

Решением Ставки Верховного Главнокомандования в ваше распоряжение в район ст. Мятлевская перебрасывается по ж. д. из Владимира 17 тбр для совместных действий с вашими стрелковыми дивизиями по шоссе на Юхнов. Бригада начала отправление в 18.00 4.10. Прикрытие разгрузки бригады с воздуха возлагается на вас.
6 октября 1941 года бригада в полном составе прибыла на станцию Малоярославец и к исходу дня выгрузилась на участке между Малоярославцем и разъездом 126 км., сосредоточившись в перелесках юго-западнее города. В тот же день, прибыв по вызову Сталина из Ленинграда Г. К. Жуков узнал о критическом положении Резервного фронта и выехал утром 7 октября на рубежи Можайской линии обороны для уточнения обстановки. Между Мятлево и городом Юхнов действовал передовой отряд, состоящий из нескольких рот Подольских курсантов и десантников-диверсантов капитана И. Г. Старчака. 8 октября 1941 года, в 12 километрах западнее Медыни Г. К. Жуков был остановлен одной из групп боевого охранения бригады под командованием подполковника А. С. Кислицына.
По воспоминаниям Г. К. Жукова:

— Ну, что у вас тут делается, докладывайте. Прежде всего, где противник?

Полковник Троицкий рассказал:

— Противник занимает Юхнов. Его передовые части захватили мост на реке Угре. Посылал я разведку и в Калугу. В городе противника пока нет, но в районе Калуги идут напряжённые бои. Там действуют 5-я стрелковая дивизия и некоторые отошедшие части 43-й армии. Вверенная мне бригада находится в резерве Ставки. Стою здесь второй день и не получаю никаких указаний…
По воспоминаниям А. Н. Бучина, личного шофёра Г. К. Жукова:

Самым отрадным эпизодом в той мрачной поездке была встреча под Медынью. Нас остановил патруль, одетый в комбинезоны и танкистские шлемы. Патрули сказали, что дальше ехать нельзя — противник. Георгий Константинович ушёл в штаб части, вернулся весёлый, помолодевший. Меньше, чем за час! Оказалось, что в этом районе дислоцировалась 11-я танковая бригада под командованием полковника И. П. Троицкого, которого Г. К. Жуков знал по Халхин-Голу. Он отдал какие-то приказы и, удовлетворённый, уехал в Калугу. Я, во всяком случае, почувствовал, что мы, наконец, побывали в нормальной воинской части, где несли службу, как подобает. Водители Троицкого подарили мне бутылку водки (я не пил и отдал её охране) и полголовки сыра. Это было куда как своевременно, подозреваю, что часть её съел Жуков. На здоровье!.

Руководствуясь приказом Г. К. Жукова, бригада усилила разведку и начала вести изматывающие и сдерживающие бои с утра 9 октября 1941 года на рубеже реки Изверь.
Совершив марш в направлении станции Мятлево в ночь с 8 на 9 октября бригада заняла оборону на восточном берегу реки Изверь. По данным разведки, перед позициями бригады находились до полка пехоты противника, два дивизиона артиллерии и до 20 танков и бронемашин. Около 7:00 9 октября немцы атаковали передовой отряд Малоярославецкого боевого участка и мотострелковый батальон бригады. Однако контратакой советских частей при поддержке танков бригады немцы были отброшены назад. В течение дня при поддержке сильного артиллерийского и миномётного огня немецкие атаки продолжались. Попытки обойти с флангов позиции советских мотострелков и танкистов не удались.
Из-за отсутствия артиллерийской и авиационной поддержки, а также из-за недостатка времени (бригада не успела окопаться и подготовить какие-либо укрепления), 17-я танковая бригада понесла значительные потери: в мотострелковом батальоне не досчитались 159 человек (55 убито, 94 ранено и 10 пропало без вести), 17-й танковый полк потерял 7 человек (4 убито и 3 ранено), а также три танка Т-34 (из них два — безвозвратно), а взвод связи и рота управления бригады потеряли до половины своего личного состава убитыми, ранеными и без вести пропавшими. Также сгорели две легковые машины штаба. В то же время, по советским данным, наступавшие немецкие части потеряли подбитыми и уничтоженным 3 танка, 6 противотанковых орудий, 10 автомашин, также было уничтожено и рассеяно до батальона пехоты.

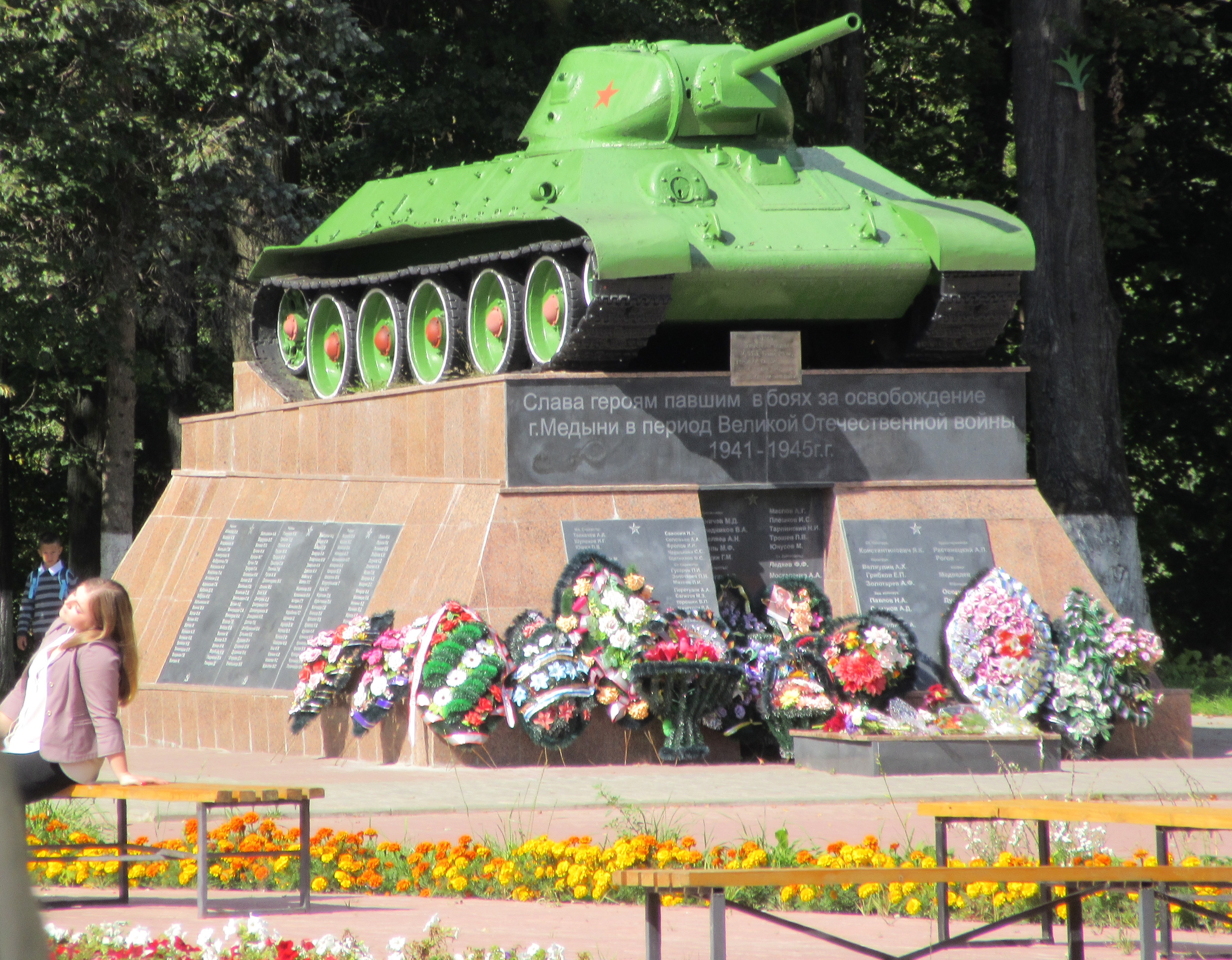
Танк Т-34 17-танковой бригады, установлен в городе Медынь Калужской области

В ночь на 10 октября 17-я танковая бригада отошла на новый рубеж Хорошая-Радюкино, где с 6:00 и до вечера снова отражала атаки противника. Наиболее успешно действовал 17-й танковый полк, который огнём с места и неоднократными контратаками подбил и уничтожил 19 немецких танков, 7 танкеток и 4 противотанковых орудия. Потери бригады составили 12 человек убитыми, 25 ранеными, 4 танка Т-40, 3 Т-34 (один из которых один затонул в реке Шаня, а после войны был поднят и установлен на постаменте в городе Медынь (на иллюстрации)), 2 противотанковых орудия, 2 трактора и 3 автомобиля.
На следующий день, 11 октября в 4:00 командир 17-й танковой бригады получил приказ командующего 43-й армии: «ведя наступление вдоль шоссе овладеть Медынь». Выдвинувшийся для выполнения задачи 17-й танковый полк попал под артиллерийский обстрел и удары авиации и отошёл назад, не справившись с этой задачей. С 8:00 бригада вела бои с пехотой и танками противника, поддерживая действия пехоты Малоярославецкого боевого участка. Из-за отхода пехоты на Ильинское, в 16:00 17-й танковый полк также начал отходить. Всего в течение дня бригадой было подбито 3 танка и уничтожено 7 орудий противника.
В течение 12—13 октября 17-й танковый полк поддерживал контратаки частей 53-й стрелковой дивизии, потеряв при этом подбитыми четыре танка Т-34 и два Т-40, один из которых сгорел.
14 октября 17-я танковая бригада перешла в подчинение командира 53-й стрелковой дивизии для совместных действий на Боровском направлении. В течение дня 15 октября 17-й танковый полк совместно с частями 53-й стрелковой дивизии вел бои с противником на территории Боровского района. В деревне Абрамовское танкистами бригады был разгромлен немецкий штаб. 16 и 17 октября 17-я танковая бригада совместно с ударной группой 43-й армии участвовала в операции по возвращению Боровска, занятого 57-м моторизованным корпусом вермахта вечером 14 октября. К исходу дня 17 октября 17-я танковая бригада освободила южную окраину Боровска. Утром, 18 октября, в связи с прорывом противника на Малоярославец и его оккупацию, части 17-й танковой бригады были вынуждены по приказу командующего 43-й армией отойти от Боровска в район Кресты Варшавского шоссе.
Таким образом, с 6 по 26 октября бригада действовала в составе 43-й армии на Малоярославском и Боровском направлениях, понеся тяжёлые потери в личном составе и материальной части. За этот же период, по советским данным, бригада нанесла противнику следующие потери: уничтожила до полка пехоты противника, 28 танков, 8 танкеток, 7 самолётов, 35 противотанковых орудий, пять 75-мм орудий, три миномётных батареи, 19 автомашин и одну бронемашину, взято в плен 4 солдата, захвачено два мотоцикла и разгромлен один штаб полка.
26 октября (по 26 ноября), сдав участок стрелковой дивизии, бригада выведена на укомплектование в район Кутузово под город Подольск (ныне в черте города Подольска). При этом на 28 октября 1941 года в бригаде числилось всего 3 танка (2 Т-34 и 1 Т-40).
Серьёзные потери в 17-й танковой бригаде, сводном отряде подольских курсантов и 312-й стрелковой дивизии при полном отсутствию свежих резервов привели к ослаблению обороноспособности Малоярославецкого укрепрайона. 18 октября город Малоярославец был занят частями вермахта. Стабилизировать фронт и остановить противника на Можайской линии обороны тогда не удалось. Оперативная обстановка в районе Малоярославца, Боровска и Нарофоминска вынудила командование Западного фронта отвести свои войска на промежуточные рубежи обороны, которые немцы штурмовали в конце октября-начале ноября 1941 года.
В результате прорыва обороны 50-й армии в середине ноября, Ставка приняла ряд срочных мер по укреплению важных в оперативном отношении рубежей и пунктов северо-восточнее Тулы. Кроме уже созданных Тульского и Венёвского боевых участков, были созданы Рязанский, Зарайский, Каширский, Коломенский и Лаптевский боевые участки с подчинением их Западному фронту. Для обороны Рязанского боевого участка из резерва фронта была переброшена 17-я танковая бригада. С 26 по 30 ноября бригада вела бои в районе Михайлова под городом Рязань.

### На Волоколамском направлении
Совершив марш с 30 ноября по 1 декабря через Коломну и Москву к станциям Сходня и Химки, 1 декабря бригада вошла в состав 16-й армии и приняла участие в разгроме немецких войск под Москвой до рубежа Ивановское-Волоколамск.
В 23:00 бригада вошла в группу под командованием командира 9-й гвардейской стрелковой дивизии генерала А. П. Белобородова. Через 4 часа после прибытия, в 3:00 2 декабря танкисты, не имея точных разведданных, приказом А. П. Белобородова были направлены к деревне Дедово. По воспоминаниям Г. К. Жукова и А. П. Белобородова, Сталин приказал взять эту деревню во что бы то ни стало, перепутав её с городом Дедовском, который находился в тылу советских войск.

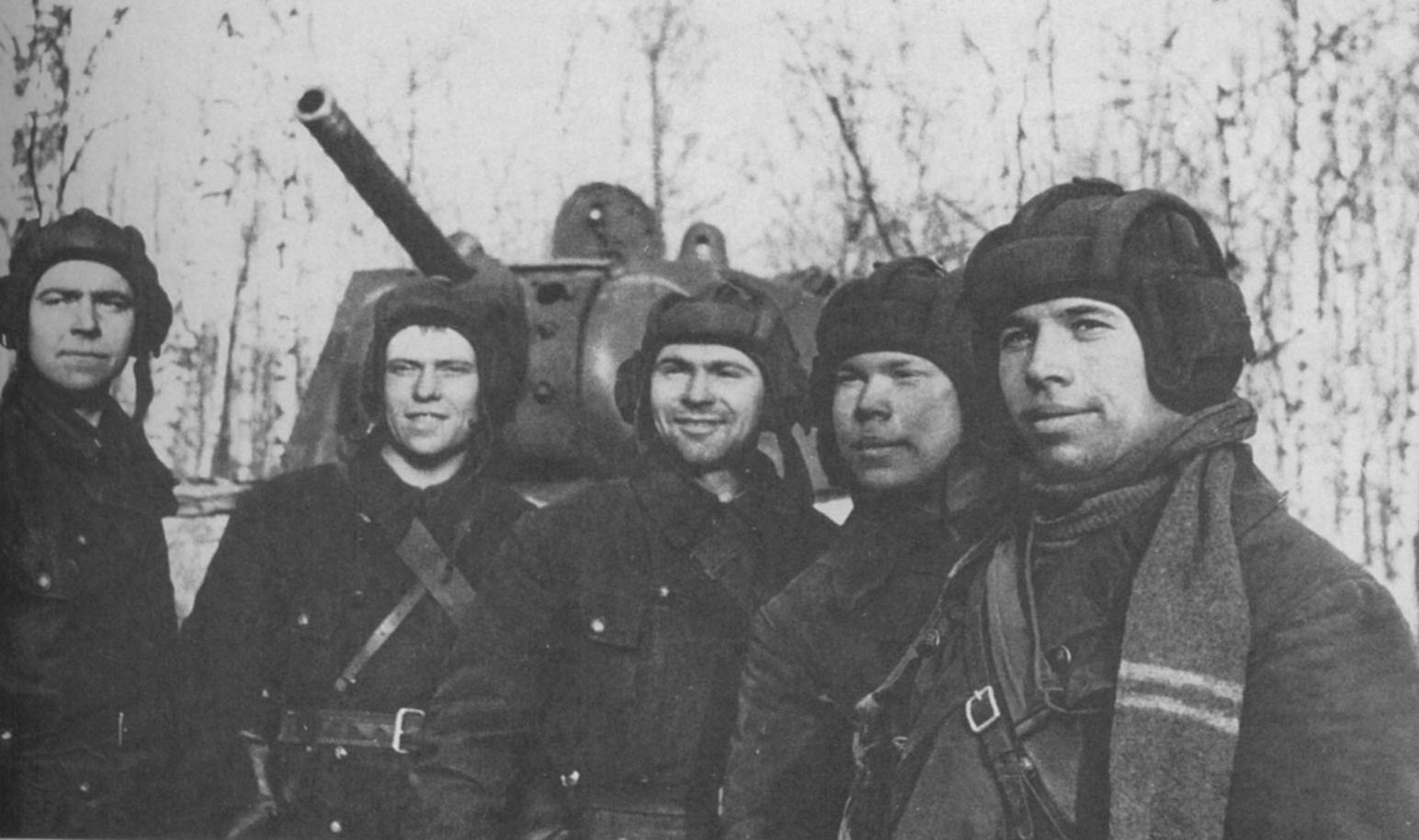
Экипаж тяжёлого танка КВ-1 под командованием лейтенанта Н. Киндера (крайний справа). 2 декабря весь экипаж погиб в бою у Селиванихи.

2 декабря при наступлении на Петровское Истринского района 8 танков бригады (6 КВ-1 и 2 Т-34), двигаясь без разведки, попали на немецкие позиции противотанковой артиллерии северо-восточнее деревни Селиванихи, 4 танка КВ-1 сгорели вместе с экипажами. 4 декабря командира бригады Николая Клыпина сняли с должности с формулировкой: «За халатное отношение к выполнению моего приказа по захвату д. Петровское и за плохую организацию взаимодействия с 9 гвардейской стрелковой дивизией» (Жуков, Булганин). 4 и 5 декабря бригада наступала на рубеже Ленино — Ивановское и 4 декабря взяла Ленино, однако без поддержки стрелковых частей была вынуждена отступить.
7 декабря 1941 года началось наступление советских войск в районе Истры. 145-я, 1-я гвардейская, 146-я и 17-я танковые бригады совместно со стрелковыми частями 16-й армии прорвали оборону противника и, преодолевая его сопротивление, продвигались вперёд. 8 декабря группа генерала Белобородова взяла Ленино, 17-я танковая бригада, которая также участвовала в этом бою, потеряла два танка.
К 18 декабря танкисты бригады вышли на подступы к Волоколамску. Разгорелись бои в районе деревень Сычёво, Покровское, Гряды и Чисмена. В селе село Горюны командир 17-й танковой бригады полковник H. A. Чернояров стал свидетелем гибели старшего лейтенанта Д. Ф. Лавриненко, лучшего советского мастера танкового боя за всю Вторую мировую войну. Уничтожив в бою за село Горюны свой 52-й немецкий танк, Лавриненко выскочил из танка и направился к полковнику Черноярову для доклада. Однако сразу после боя село подверглось сильному артиллерийскому и миномётному обстрелу противника, и по дороге к танку Черноярова Д. Ф. Лавриненко был убит осколком артиллерийской мины.
С 1 января по 2 февраля 1942 года бригада находилась на укомплектовании в районе Жданово.

### В составе 20-й армии
В период с 4 по 14 февраля 1942 года бригада вела боевые действия в составе войск 20-й армии (группа Катукова). С 14 февраля бригада (в составе 17-го и 89-го танковых батальонов и моторизованного стрелково-пулемётного батальона) вышла из состава группы Катукова и вела бои во взаимодействии с 331-й, 352-й стрелковыми дивизиями и 17-й стрелковой бригадой за Крутицы-Петушки.

### На Сычёвском направлении
Приказом НКО № 361 от 17 ноября 1942 года преобразована в 9-ю гвардейскую танковую бригаду.

## В составе
Периоды вхождения в состав Действующей армии:
- с 07.10.1941 по 17.11.1942.

| Дата          | Корпус | Армия      | Фронт (военный округ)    |
| ------------- | ------ | ---------- | ------------------------ |
| на 01.10.1941 | -      | -          | Московский военный округ |
| на 01.11.1941 | -      | 43-я армия | Западный фронт           |
| на 01.12.1941 | -      | -          | Западный фронт           |
| на 01.01.1942 | -      | 20-я армия | Западный фронт           |
| на 01.02.1942 | -      | 20-я армия | Западный фронт           |
| на 01.03.1942 | -      | 20-я армия | Западный фронт           |
| на 01.04.1942 | -      | 20-я армия | Западный фронт           |
| на 01.05.1942 | -      | 20-я армия | Западный фронт           |
| на 01.06.1942 | -      | 20-я армия | Западный фронт           |
| на 01.07.1942 | -      | 20-я армия | Западный фронт           |
| на 01.08.1942 | -      | 20-я армия | Западный фронт           |
| на 01.09.1942 | -      | 31-я армия | Западный фронт           |
| на 01.10.1942 | -      | 20-я армия | Западный фронт           |
| на 01.11.1942 | -      | 20-я армия | Западный фронт           |

## Командиры
- Герой Советского Союза подполковник Клыпин Николай Якимович — с 01.09.1941 по 07.12.1941;[2]
- полковник Старков Николай Васильевич — с 08.12.1941 по 10.12.1941;[2]
- полковник Чернояров Николай Андреевич — с 13.12.1941 по 21.04.1942;[2]
- майор Кауфман Шая Шмеркович — с 22.04.1942 по 31.08.1942;[2]
- подполковник Белоглазов Иван Дмитриевич — с 09.09.1942 по 17.11.1942.[2]

## Память
- Наименование бригады нанесено на Памятную плиту мемориала Вечный огонь в Боровске[7].
- Танк Т-З4 из состава 17-й танковой бригады, затонувший в реке Шаня, после войны был доставлен и установлен как памятник на постамент в центре Медыни[6].